# Acuarele (film)
Acuarele (în poloneză Akwarele) este un film dramatic, psihologic și melodramatic polonez din 1978, regizat de Ryszard Rydzewski⁠(d) după un scenariu scris de Ewa Przybylska⁠(d), în colaborare cu Ryszard Rydzewski.

## Rezumat
Anka Taborska (Dorota Kwiatkowska⁠(d)), o tânără în vârstă de 18 ani, este elevă la o școală de balet și se pregătește pentru examenele finale. Școala urmează să pună în scenă spectacolul de balet Lacul lebedelor, în care Anka ar dori să o interpreteze pe Odette (prințesa lebedelor), iar acest rol ar putea fi șansa vieții ei și o ușă deschisă către o carieră de dansatoare. Cu toate acestea, ea nu este singura candidată pentru acest rol, concurând cu Katarzyna, o fată la fel de talentată și extrem de ambițioasă.
Iubitul ei, Marek, care nu a intrat la facultate și are acum prea mult timp liber, vrea să câștige repede și ușor mulți bani în show business, fiind impresionat de prietenul său, Damian Kurtycz, care intenționează să înființeze o trupă teatrală de estradă cu care să cutreiere prin toată Polonia. Sub influența mirajului unui trai ușor, Marek nu înțelege aspirațiile Ankăi și nu o ajută în timpul pregătirilor, implicând-o în mai multe aventuri. Fata îndrăgostită nu vede influența rea a lui Marek și nu reușește, în ciuda avertismentelor prietenei ei, Zyta, să-și convingă iubitul să abandoneze planurile fanteziste. Anka cedează curând în fața influenței lui Marek, începe să frecventeze cluburile de noapte și îi vine tot mai greu să se concentreze în pregătirea rolului. Bunica și mama, care se ocupă de fată, deoarece tatăl ei este plecat în străinătate, nu sunt, de asemenea, conștiente de gravitatea situației.
Șansele Ankăi pentru obținerea rolului Odettei scad pe măsura trecerii timpului, iar, în săptămâna anterioară anunțării de către profesor a atribuirii rolurilor, Anka este convinsă să plece cu mașina la Varșovia, împreună cu Marek, Damian și un alt prieten. În timpul unei opriri la benzinărie, Marek și Damian își abandonează prietenul și pleacă mai departe, dar Marek, care nu are permis de conducere, lovește cu mașina un biciclist. Tinerii bănuiesc că l-au ucis și fug speriați de la locul accidentului, fără a putea fi identificați. Anka află a doua zi că rolul Odettei a fost atribuit Katarzynei și simte amărăciunea înfrângerii atunci când își vede rivala dansând pe scenă. Ea îl întâlnește în fața teatrului pe Marek, care încearcă să minimalizeze incidentul, și își dă seama că a greșit atunci când a avut încredere în el.

## Distribuție
- Dorota Kwiatkowska⁠(d) — Anka Taborska
- Leszek Mikołajczyk — Marek, iubitul Ankăi
- Irena Malkiewicz⁠(d) — bunica Ankăi
- Jerzy Bończak — Damian Kurtycz, prietenul lui Marek
- Teresa Szmigielówna⁠(d) — mama Ankăi
- Kalina Schubert — Zyta, prietena Ankăi
- Barbara Burska⁠(d) — Jola, prietena lui Damian
- Radosław Arkuszyński — fratele Ankăi
- Zbigniew Juchnowski — „Puzon” („Trombon”), profesor la școala de balet
- Bogdan Kopciowski — directorul școlii de balet
- Marek Lewandowski — Szymon, regizorul programului din local
- Krzysztof Nowik — Łukasz, prietenul lui Damian
- Włodzimierz Press⁠(d) — jurnalistul
- Aleksandra Sikorska⁠(d) — Katarzyna, concurenta Ankăi la școala de balet
- Andrzej Szuttenbach — boxer
- Dorota Abramowicz⁠(d) — elevă la școala de balet
- Fabian Kiebicz⁠(d) — portarul
- Zofia Kopacz — mama Zytei
- Ewa Maluch — elevă la școala de balet
- Tadeusz Matacz — partenerul Katarzynei
- Alfred Freudenheim⁠(d) — directorul clubului de noapte „Estrada”
- Julita Łubińska — elevă la școala de balet (menționată Julitta Łubińska)
- Tadeusz Teodorczyk⁠(d) — angajatul MZK
- Joanna Pindelska — elevă la școala de balet
- Marzena Sobańska — elevă la școala de balet
- Bogusław Semotiuk⁠(d) — Jarek, asistentul regizorului (menționat Bogusław Samiotuk)
- Tadeusz Somogi⁠(d) — barman
- Elżbieta Ziętkiewicz⁠(d) — elevă la școala de balet
- Ryszard Rydzewski⁠(d) — regizorul (nemenționat)
- Marcel Szytenchelm⁠(d) — Marcel, asistentul regizorului (nemenționat)

## Producție
Filmul a fost produs de compania Zespół Filmowy Profil⁠(d). Filmările au avut loc în mai multe locuri din orașul Varșovia.